# کپلر-۶۹سی
کپلر-۶۹سی (به انگلیسی: Kepler-69C) یک سیارهٔ فراخورشیدی است؛ که در مأموریت کپلر توسط تلسکوپ فضایی کپلر ناسا کشف شد. کشف اولیهٔ این سیاره در ۷ ژانویهٔ ۲۰۱۳ و سپس تأیید آن در ۱۸ آوریل ۲۰۱۳ اعلام شد. فاصلهٔ این سیاره تا زمین ۲٬۷۰۷ سال نوری است. این سیاره مانند دیگر سیاره‌های سامانهٔ خورشیدی در مدار ویژهٔ پیرامون ستارهٔ خود به نام کپلر ۶۹ می‌گردد. این سیاره در صورت فلکی ماکیان قرار دارد.

## ویژگی‌ها
این سیاره یک سیارهٔ زمین‌سان است. شعاع این سیاره ۱۰٬۸۹۴ کیلومتر می‌باشد؛ یعنی ۴٬۵۲۳ کیلومتر بزرگ‌تر از زمین. دمای سطح این سیاره ۲۷۵ درجهٔ سانتی‌گراد (۵۲۷ درجهٔ فارنهایت) می‌باشد و این سیاره ۴۰۰ میلیون سال عمر دارد. طول یک دور چرخش این سیاره به دور ستاره‌اش ۲۴۲ روز است.
| سیاره فراخورشیدی – مأموریت کپلر           | سیاره فراخورشیدی – مأموریت کپلر                   |
| ----------------------------------------- | ------------------------------------------------- |

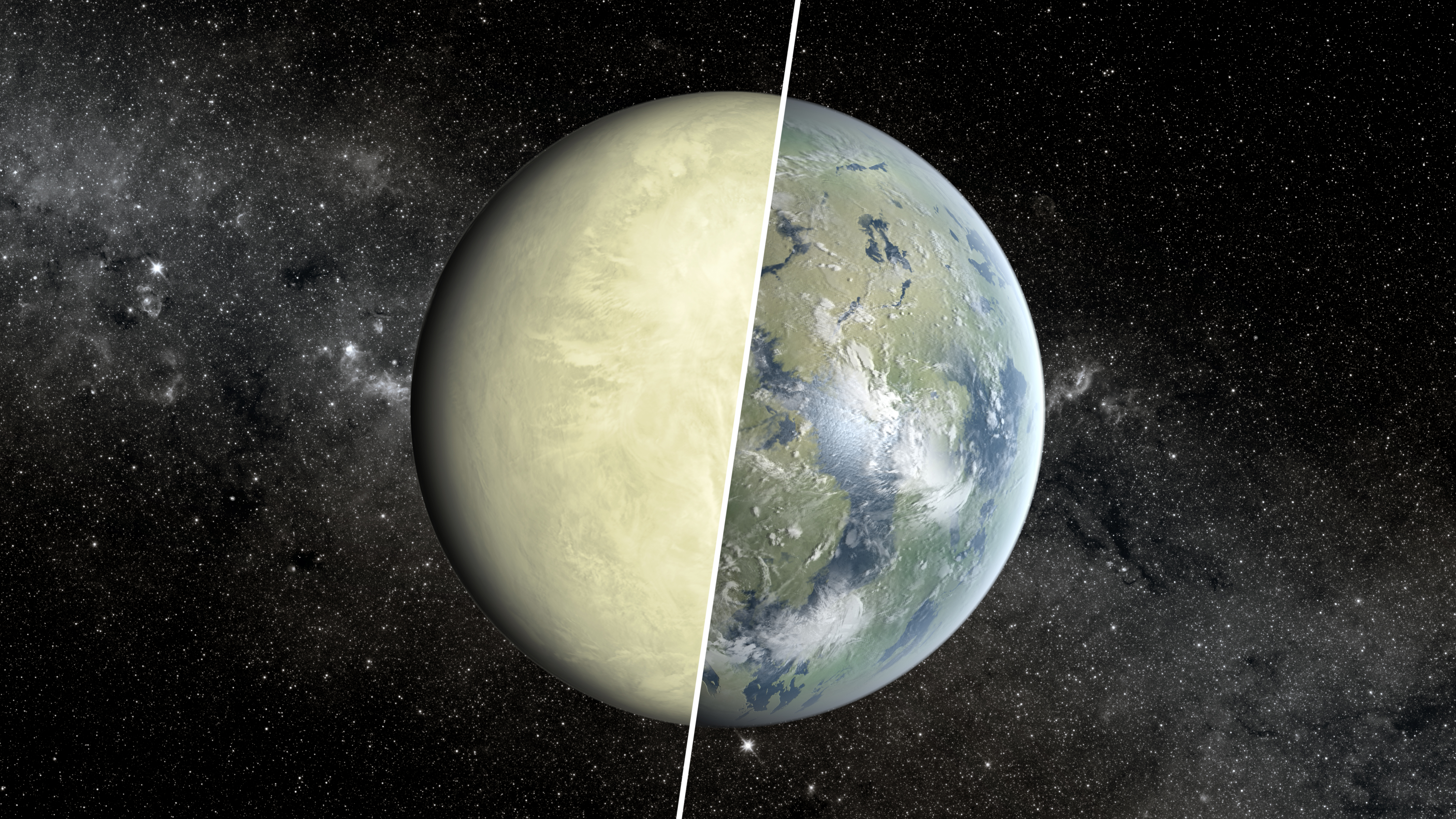
طراحی هنری از مقایسهٔ بین سیاره زهره-سان و زمین-سان. بر پایهٔ پژوهش‌های جدید، کپلر-۶۹سی به احتمال زیاد یک فرا-زهره ولی بزرگ‌تر و غیرقابل سکونت است.

| مقایسه اندازه کپلر ۶۹سی، کپلر ۶۲اف و زمین | محدوده جستجوی تلسکوپ فضایی کپلر درکهکشان راه شیری |